# Iglesia de la Santísima Trinidad (Crema)
La iglesia de la Santísima Trinidad es un edificio religioso de estilo barroco situado en el centro histórico de Crema, en la provincia de Cremona.

## Historia

### Los primeros siglos

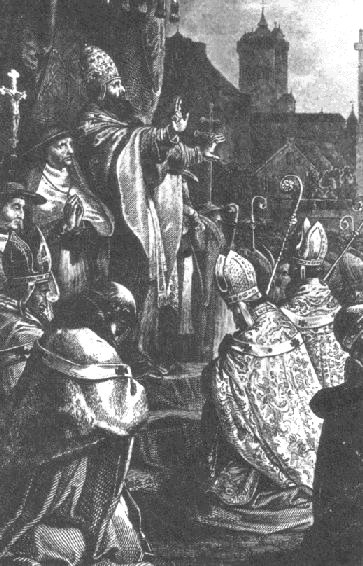
Papa Urbano II

La primera noticia de la existencia de una iglesia dedicada a la Santísima Trinidad en Crema es una bula papal fechada el 16 de marzo de 1095 firmada por el Papa Urbano II. Enumera 133 monasterios colocados bajo la jurisdicción de la Abadía de Cluny; Entre éstos hay también tres monasterios en Crema: San Pietro cerca de Ombriano, San Pietro di Madignano y el monasterio de la Santissima Trinità di Crema, todos obediencias del monasterio de San Paolo d'Argon.
Así pues, en aquel año ya existía una iglesia y un monasterio, ciertamente no antes del año 920, año en el que el culto a la Santísima Trinidad fue introducido por Esteban, obispo de Lieja; La iglesia podría haber sido construida probablemente entre finales del siglo X y principios del XI; También es imposible saber cuándo se establecieron allí los cluniacenses; establecer un vínculo directo con la abadía de San Paolo d'Argon esto ocurrió seguramente después del año de fundación del monasterio de Bérgamo por voluntad de Ghisalberto en 1079. Otros documentos conocidos se remontan a las bulas papales de Calixto II (1120 y 1121) y del Papa Honorio II (1125) en las que se enumeran las capillas e iglesias dependientes de San Paolo d'Argon, mientras que posteriormente conocemos la transferencia de bienes a Ombriano, Bagnolo Cremasco, Capergnanica y Chieve, manteniendo el control sobre la iglesia de la ciudad. La iglesia fue probablemente destruida (y luego reconstruida) después del asedio de Barbarroja en 1159/1160: de hecho, una bula papal del Papa Alejandro III que data de 1160 enumera las dependencias de San Paolo d'Argon 1178, citando también aquellas que ya no son relevantes, pero no se menciona a la Santísima Trinidad. Durante la reconstrucción de la ciudad (1185-1199) la zona donde se encontraba la iglesia fue incluida en la ampliación del área protegida y empezó a documentarse una segunda iglesia dedicada al Santo Sepulcro, situada fuera de las defensas, probablemente construida para proporcionar apoyo espiritual a los habitantes que vivían en el campo a las afueras de Porta Ombriano.
El monasterio estuvo habitado por monjes cluniacenses quizás hasta antes del año 1314; De hecho, en un documento fechado el 9 de julio de ese año, se informa el nombre del párroco secular de San Sepolcro - Fasano da Lodi - residente, sin embargo, en la Santissima Trinità. Incluso las citas posteriores de los párrocos de San Sepolcro narran la característica de residir en una casa adyacente a la iglesia urbana.
Un testamento del noble Venturino Gambazocca fechado en 1393 permitió destinar fondos para su reconstrucción: las razones las podemos deducir del historiador Terni que describe el edificio como en mal estado de conservación citando el año 1407. Fue desde este edificio, probablemente en ruinas, que en 1402 Giovanni Antonio Marchi, considerado el fundador de una familia noble de Crema, disparó un tiro de mortero en dirección al castillo de Porta Ombriano, durante las luchas entre las facciones güelfas y gibelinas, hiriendo gravemente al líder de los gibelinos bergamascos, Gentilino Soardo, que había acudido en ayuda de la familia Crema. 
A partir de 1462 la iglesia se convirtió en sede oficial de la parroquia, sustituyendo a la iglesia de San Sepolcro, mientras que en 1466 el monasterio de San Paolo d'Argon fue transformado en comendatoria, confiándolo al primer comendatorio, monseñor Giovanni Battista Colleoni, protonotario apostólico y canónigo de la catedral de Bérgamo. En 1477] se encontró ante la primera emergencia para la iglesia de Crema: de hecho, debido a las consecuencias de una nevada excepcional, el edificio se derrumbó nuevamente. Por tanto, con escritura fechada el 30 de junio de 1479, el proyecto del nuevo edificio, terminado en 1486, fue confiado al maestro de obras Giuliano Ogliari.

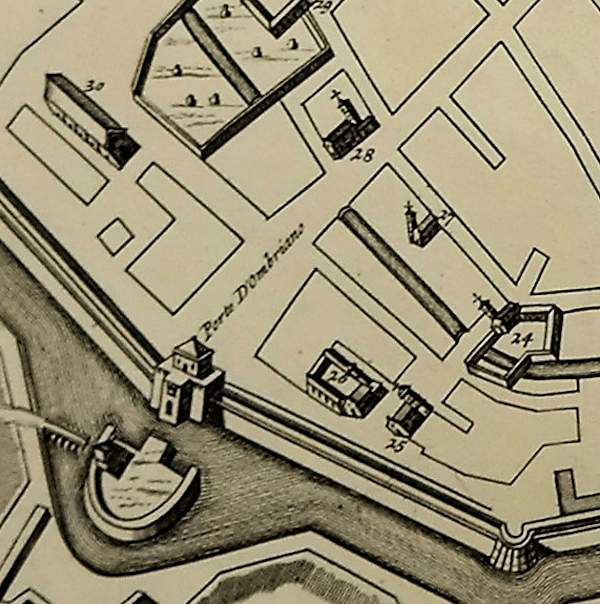
Detalle del mapa de Crema, grabado de Pierre Mortier de 1708. En el número 28 la iglesia de la Santísima Trinidad

Monseñor Colleoni favoreció el traslado de las monjas benedictinas cluniacenses a Crema, en las cercanías de los Spoldi, que hasta 1489 habían residido en San Fabiano cerca de Farinate; un lugar probablemente considerado inseguro y periférico, sujeto a incursiones de ejércitos; Sin embargo, habiendo crecido en número, pidieron y obtuvieron en 1493 ocupar el espacio del convento de la Santísima Trinidad.En 1498 Monseñor Colleoni renunció a la encomienda que fue cedida al monasterio casinés de Santa Giustina en Padua. Las monjas, al no tener ya referentes benedictinos, obtuvieron del Papa León X en 1507 la transformación en monjas dominicas ; Luego construyeron un nuevo convento en la zona norte del antiguo centro histórico incorporado a las nuevas murallas venecianas, estableciéndose allí después de 1520. Las diversas propiedades de las antiguas encomiendas, en cambio, fueron asignadas a las diócesis y transformadas en simples beneficios.

### Desde la reconstrucción delsigloXVIIIhasta nuestros días
Desde 1515 estuvo activo el Consorcio del Santísimo Sacramento, una cofradía que promovía el culto a la Eucaristía, pero que también desempeñaba funciones administrativas y financieras, aumentando su importancia con el tiempo, nombrándose en su seno "alcaldes" y "priores". En 1736 se destinó la suma de 45.000 liras venecianas para construir una nueva iglesia, confiando el proyecto al arquitecto Andrea Nono; Al año siguiente comenzaron las obras de demolición y reconstrucción; Sin embargo, durante la construcción, al observar la insuficiencia del campanario anterior, en 1738 se decidió y encargó al arquitecto Nono la tarea de construir una nueva torre. La iglesia fue terminada y consagrada en 1740, mientras que el campanario se completó al año siguiente; El coste final ascendió a 89.000 liras venecianas tanto por la construcción del nuevo campanario como por la incorporación de los numerosos mármoles utilizados en el interior de la sala. También hubo una disputa con el arquitecto Nono que se resolvió mediante un acuerdo.
Las decoraciones interiores, confiadas a los hermanos Galliari, siguieron durante el siglo XVIII, a las que siguieron los frescos y la terminación de la disposición del altar. El montaje del órgano se remonta a 1783, realizado por la familia Serassi (quienes también repararon el instrumento en los años 1835 y 1840). El órgano actual, sin embargo, fue construido por la firma Benzi y Franceschini en 1909 y restaurado por la firma Inzoli en 2006.
Las brújulas de las dos entradas fueron realizadas por Antonio Antolini en 1803]], mientras que los dos púlpitos de Giovanni Annessa datan de 1830.
En 1822 fue depositado allí el cuerpo del mártir San Teodoro, que, como indica una imagen explicativa, provenía de la catacumba de Santa Inés de Roma y fue llevado a Crema por el padre barnabita Filippo Premoli en 1761. Se trata de un niño y se coloca en una urna fundida en 1923 con motivo del centenario de la traslación.
Se llevaron a cabo importantes restauraciones conservadoras en 1885, en los años 1954-1958, en los bienios 1982-1983 y 2004-2005.
En 2018 se constituyó la unidad pastoral con la parroquia Catedral.

## Descripción
La iglesia de la Santísima Trinidad, que los cremenses llaman cariñosamente Santa Trìnita (con el acento en la primera i ), está situada justo en el centro histórico paralela a la antigua Contrada di Porta Ombriano, un topónimo muy antiguo en uso hasta 1887 cuando una resolución municipal cambió su nombre a via XX Settembre para conmemorar la entrada de las tropas italianas en Roma y la caída del poder temporal del Papa (20 de septiembre de 1870 ).

### Externo

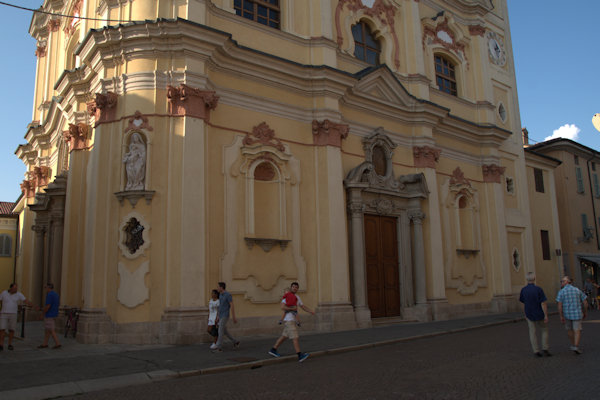
El orden inferior

Externamente se caracteriza por la peculiaridad de tener dos fachadas. Al encontrarse en un espacio estrecho entre casas, Andrea Nono ideó esta solución para darle visibilidad en el contexto urbano. El diseño, típicamente barroco, es bastante complejo: un entablamento saliente divide las dos fachadas en dos órdenes: en cada uno de los cuales pilastras con falsos capiteles de terracota producen tres paneles mixtilíneos. En el nivel inferior, en el centro, se abren los dos portales. En los lados de la fachada a lo largo de Via XX Settembre también hay nichos que emergen de una base saliente y están equipados con ménsulas. En la cuenca hay una concha de falsa terracota rematada por un cimacio y un cartucho con una cabeza de ángel. 

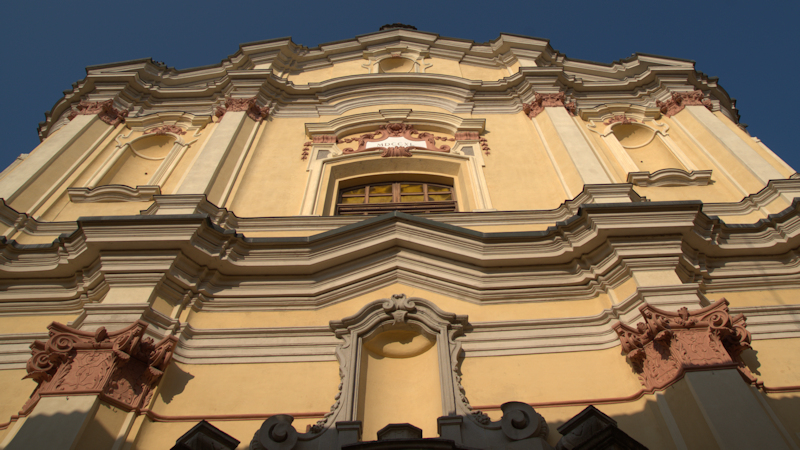
El orden superior de la fachada principal

Los dos portales son similares y están realizados con piedra de las canteras de Osio y Brembate; Presentan dos columnas sobre basamento, capiteles compuestos y pulvini; sostienen una trabeación curva con dos basamentos, quizá con la intención nunca realizada de colocar allí estatua. En el centro hay un nicho con volutas, una pila con concha y un cimacio, también con volutas, con festones en los laterales. El portal lateral se diferencia porque en el centro hay una ventana flanqueada por festones y de forma elipsoidal y, debajo, una cartela con la inscripción:

Veneriamo un solo Dio nella Trinità

Un alto zócalo sostiene el segundo orden, siempre con pilastras alineadas con las del orden inferior. La fachada principal presenta dos nichos en los espejos laterales con un cimacio y un rostro de ángel. En el centro hay una ventana con cimacio mixtilíneo que contiene la fecha de finalización de la construcción del MDCCXL (1740). En la fachada lateral, en cambio, hay tres ventanales muy vivos que ayudan a dar luminosidad al interior, con arquitrabes arqueados, festones y cabezas de ángeles..En el arco de unión entre las dos fachadas encontramos, de abajo a arriba: un espejo en relieve, una ventana oval mixtilínea, un nicho con una falsa cartela de terracota y una cabeza zoomorfa. En el nivel superior todavía encontramos un nicho.
Los dos timbales también son muy elaborados; el de la fachada principal es triangular, dividido en tres campos con una hornacina central; Sobre él se apoyan cuatro pequeños pilares con pináculos anforísticos realizados en piedra arenisca y tocón. En el vértice emerge una cúspide con una cruz.
Diferente es el tímpano de la fachada lateral, de forma mixtilínea; En el centro hay un bajorrelieve (también en falsa terracota) con el símbolo de la Trinidad: un triángulo radial con el ojo de Dios. Dos pináculos con una cruz en el centro.

### El campanario

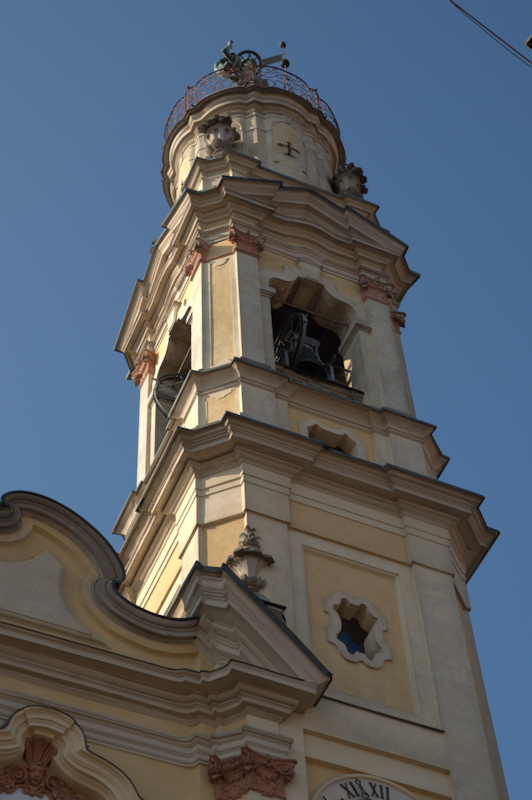
El campanario

Está situado en el lado derecho, encerrado entre la iglesia y algunas de sus dependencias; Se decidió rehacerlo durante la reconstrucción del edificio para mantener la misma coherencia estilística. Tiene una base cuadrada de aproximadamente 3 metros de lado y una altura de 37 metros, sin contar la estatua del Redentor.
Se divide en dos niveles: el inferior, aproximadamente a la altura de la iglesia, tiene espejos, cinco en el lado que da a Via XX Settembre; en los lados este y sur, en el centro hay ventanas mixtilíneas, mientras que en el cuarto cuerpo, sólo en el lado sur, se encuentra la carátula del reloj con un diámetro de aproximadamente 2,30 metros.
Un marco saliente introduce el segundo orden, el del campanario, que retoma el esquema estético de la fachada con pilastras con basamento y capitel que sostienen un entramado tripartito, conformado centralmente. Los vanos, también de forma mixtilínea, están provistos de balaustradas. Encima se encuentra una base con pináculos que sostiene un cuerpo circular decorado con motivos de arcos de medio punto y rematado con una barandilla de hierro que rodea una cubierta curvilínea de cobre. En el extremo superior el Redentor está sostenido por un pivote que le permite girar según la dirección del viento. Está hecho de cobre repujado con un brazo levantado, mientras que el otro sostiene el globo cerca del cuerpo.

### Interno

#### La planta

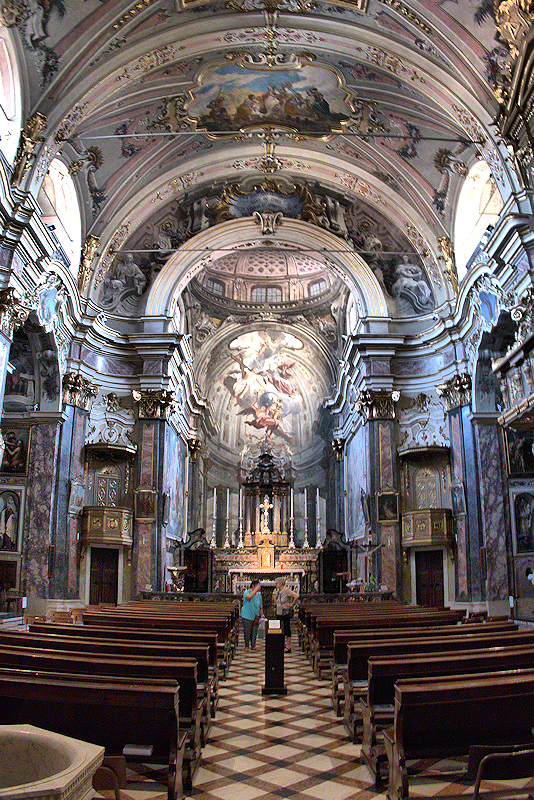
El aula interna

La iglesia tiene una sola nave, de planta rectangular con unas dimensiones aproximadas de 27 por 17 metros. Se divide en tres tramos con otras tantas capillas arqueadas (la central de la derecha contiene la entrada lateral y el órgano), sobre las que se sitúan los matroneos con arco rebajado y balaustrada. Las capillas son muy elaboradas, con perfiles complejos y marcos con cartela central. El espacio del presbiterio se inserta en el centro de la forma de la sala, mucho más estrecha y baja, con un ábside plano.

#### Pared izquierda

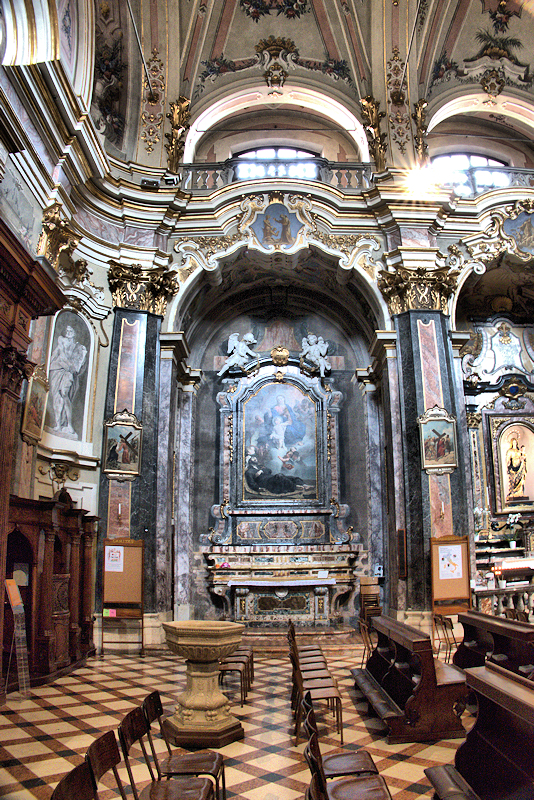
La capilla dedicada a San Francisco Javier

La primera capilla a la izquierda está dedicada a San Francisco Javier y la decoración es obra de los hermanos Galliari. Carece de balaustrada y en la clave de entrada la medalla presenta una escena monocromática que representa a San Francisco Javier bautizando a los infieles; En las paredes laterales cuelgan dos lienzos atribuidos a Giovanni Brunelli y que representan a San Francisco Javier liberando a una mujer poseída y a San Francisco Javier resucitando a una mujer fallecida. El altar data de 1778, es de autor desconocido y presenta una mesa de base alta con volutas invertidas, pilastras laterales que sostienen un arco mixtilíneo; encima dos ángeles de estuco sostienen un festón con una voluta central; En el centro hay un lienzo de Giuseppe Peroni que representa a la Virgen y San Francisco Javier. Sobre la bóveda están pintados pequeños ángeles que sostienen rosas y lirios en sus manos.

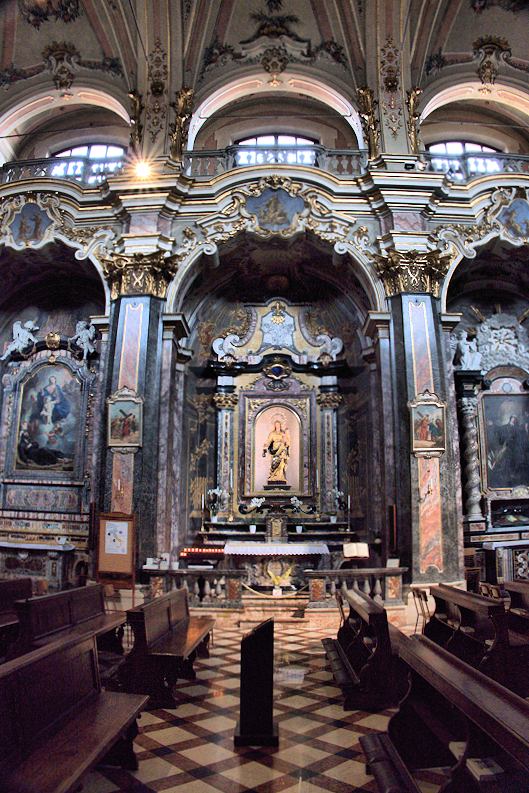
La capilla dedicada a la Virgen del Carmen

En la segunda capilla de la izquierda, originalmente dedicada a San Francisco de Paula, se venera a la Virgen del Carmen. Tiene una balaustrada, obra de Domenico Catella de 1825. En el cartucho de la clave está representada la Gloria de San Francisco de Paula. Inicialmente decorada por los hermanos Gru, en 1762 fue completamente revisada por los hermanos Giuseppe y Giovanni Torricelli a petición del Consorcio del Santísimo Sacramento con efectos ilusionistas y una falsa ventana.
En las paredes laterales hay dos lienzos que reproducen el tema de la Anunciación, realizados por Tomaso Pombioli. El altar es obra de Ambrogio Pedetti y data de 1744, realizado en formas móviles con mármoles policromados y un medallón central con una cruz; Sostiene un sagrario en cuya abertura se reproduce la Resurrección de Jesús. El alzado está compuesto por dos pilastras con capiteles compuestos que sostienen un entablamento de mármol negro; Todo ello rematado con un alto frontón con una concha central. En el centro se encuentra la estatua de la Madonna del Carmine, obra de Gordiano Sanzio de 1836.

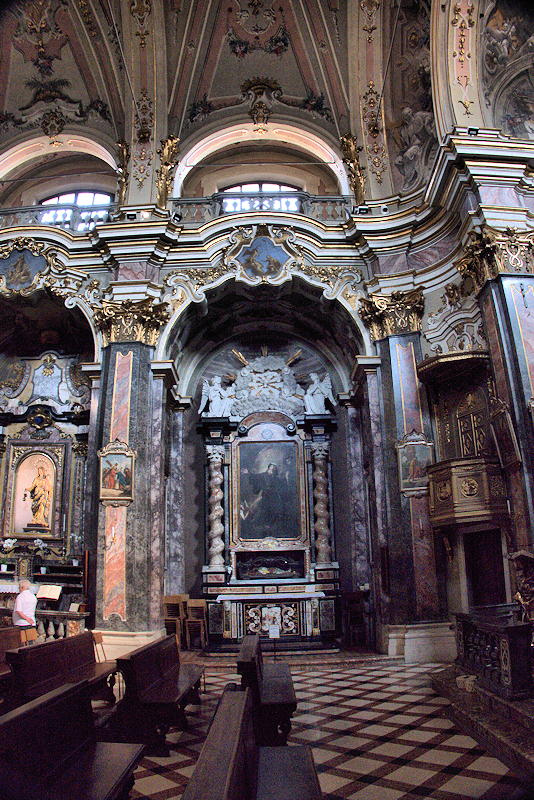
La capilla dedicada a San Francisco de Paula

La tercera capilla de la izquierda es fruto de una serie de reformas iniciadas en la primera mitad del siglo XIX y hoy está dedicada a San Francesco da Paola ; Similar en disposición arquitectónica a las anteriores, presenta una decoración ilusionista de Fabrizio Galliari; La Anunciación está representada en el medallón de entrada. En las paredes laterales se encuentran los lienzos La Comunión de San Jerónimo y La Comunión de María Magdalena, obras de artistas anónimos del siglo XVII. El altar de mármol policromado se atribuye con algunas dudas a Domenico Catella y data de 1825 y presenta el tema de la Anunciación en bajorrelieve; arriba, un escalón sostiene la urna con los restos mortales de San Teodoro mientras a los lados se elevan dos columnas retorcidas con capiteles negros y cojines que sostienen un arco; Finalmente, entre dos ángeles de estuco, se desarrolla un motivo con la paloma del Espíritu Santo y rayos dorados.

En el centro del retablo hay un lienzo de Federico Bencovich, conocido como Fedrighetto, que representa a San Francisco de Paula.

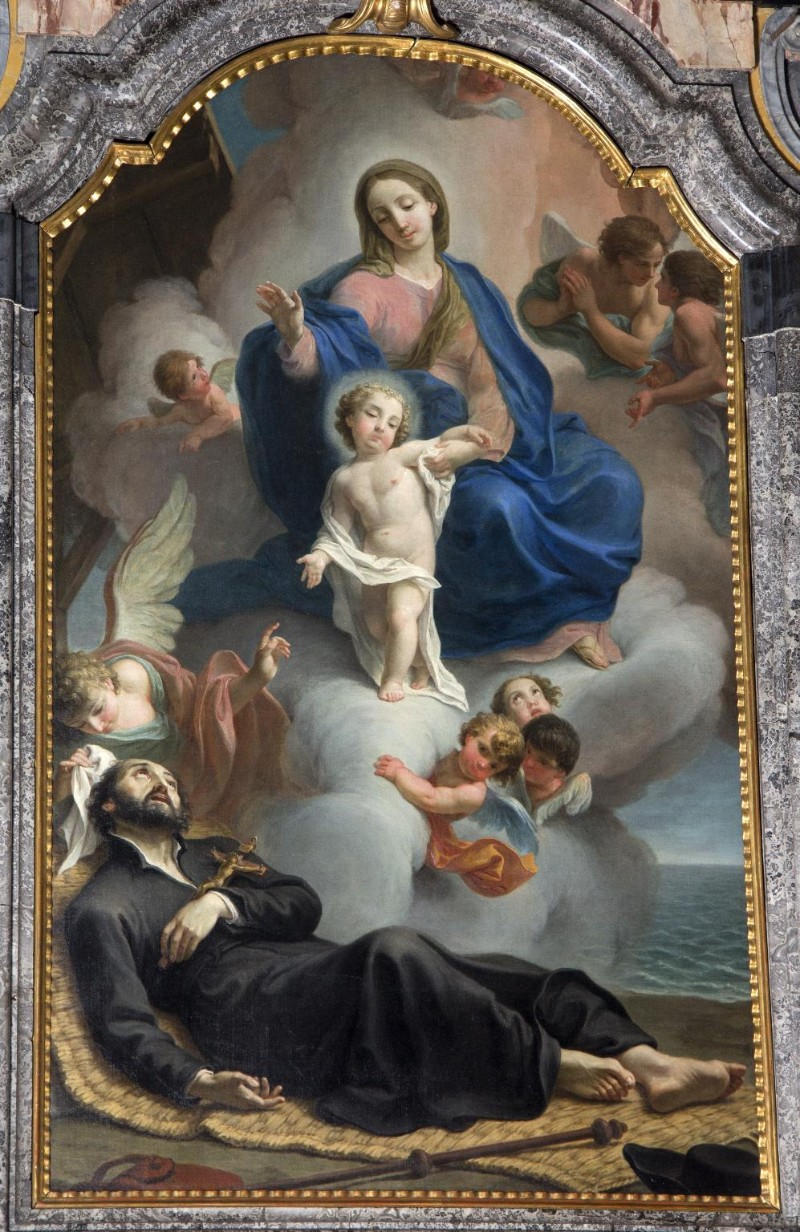
Giuseppe Peroni, La Virgen y San Francisco Javier, óleo sobre lienzo, 1760
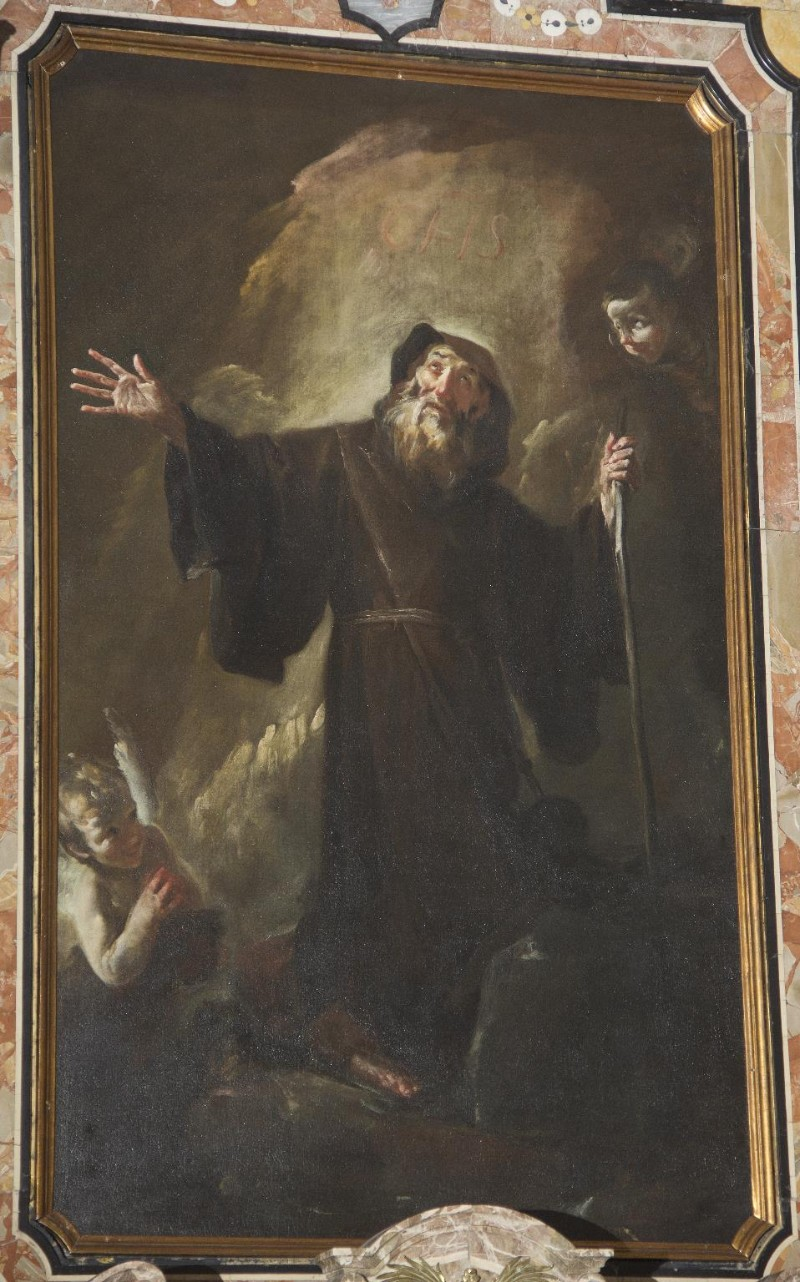
Federico Bencovich, conocido como Fedrighetto, El éxtasis de San Francisco de Paula, óleo sobre lienzo, ca. 1720 - 1724

#### Área presbiteral

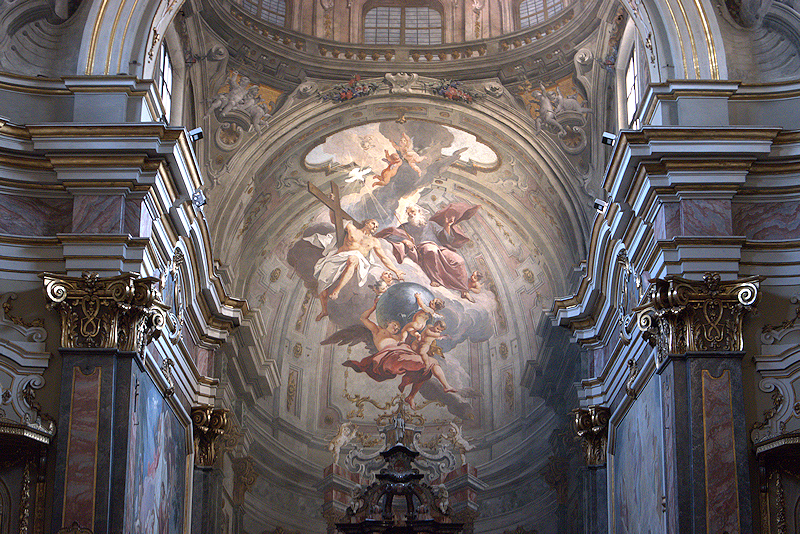
El ábside, plano pero decorado con frescos de efectos altamente ilusorios.

El presbiterio, cerrado hacia el vestíbulo por dos balaustradas con columnas, está flanqueado por dos impostas con pilastras y capiteles dorados. A los lados de la abertura, a derecha e izquierda, se colocan dos púlpitos de madera con marquetería de 1829/1830, obra de Giovanni Battista Annessa y dorados por Giovanni Mora en 1831.
La decoración del presbiterio también fue confiada en 1766 a los hermanos Galliari ayudados por Giovanni Savanni a quien le confiaron la realización de las dos pinturas laterales, posteriormente enmarcadas por Angelo Bacchetta con un relieve de estuco en 1866; representan: El Bautismo de Jesús y La Transfiguración. Al no tener espacio, la iglesia tiene una pared plana, pero los Galliari produjeron un espacio ilusorio con cúpula y balaustrada, columnas y contrafuertes, arquitecturas abiertas hacia edificios hipotéticos, todo dibujado en perspectiva desde el punto de vista de quien se sitúa en el centro de la sala; Dentro de esta compleja escenografía, Galliari pintó en la parte superior La Gloria de la Trinidad.
El altar, adaptado de la iglesia precedente, fue embellecido por la familia Fantoni alrededor de 1725/1726, y consagrado en 1815, como recuerda un epígrafe colocado detrás del frontal:

l'8 marzo 1815

Augusto Cattaneo vescovo

di Guastalla consacrò

l'altare maggiore di questa

natia chiesa

El altar se considera valioso, formado por incrustaciones con volutas, flores, pájaros sosteniendo ramas, hojas y bayas.
Detrás del templo hay un coro de madera de nogal fino compuesto por trece sillería, dos puertas y una butaca central, quizá adaptado de la iglesia anterior.

#### Pared derecha

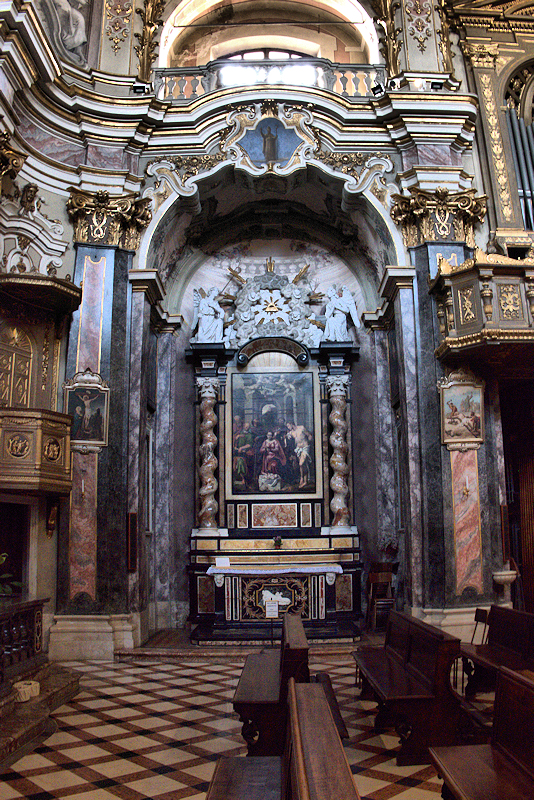
La capilla dedicada a la Natividad

En el tercer tramo de la derecha se encuentra la capilla dedicada a la Natividad y presenta en la clave un Sant'Egidio, titular de una advocación anterior. Decorada, siempre con efectos ilusionistas, por los hermanos Galliari, presenta dos pinturas en las paredes laterales: La incredulidad de Tomás del siglo XIX y San Carlo Borromeo del siglo XVII, ambas de autor desconocido; Un nicho creado en 1926 contiene una estatua dedicada a San Gaetano Thiene.
El altar, de autoría incierta, pudo haber sufrido varias intervenciones a lo largo del tiempo, es de mármol policromado con un pequeño panel en el centro que representa a Jesús bajado de la cruz. Una base sostiene dos columnas retorcidas, capiteles y dos altos pulvini con ángeles de yeso arrodillados; Sobre el arco hay un motivo con nubes, cabezas de ángeles y el triángulo rayado con el ojo, símbolo de Dios. El retablo presenta el lienzo de la Natividad o Sagrada Conversación, obra de Callisto Piazza, encargada por el Consorcio en 1537.

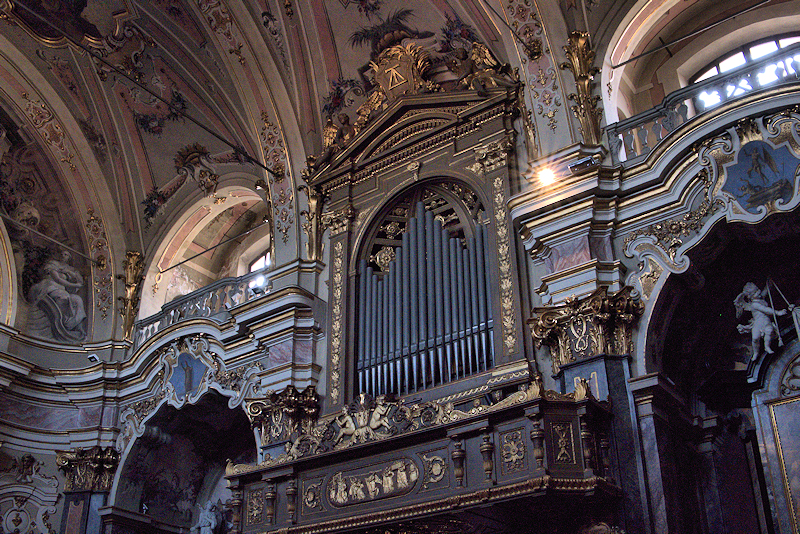
El órgano y su coro

El segundo tramo de la derecha contiene el compás de entrada y, encima, el órgano colocado en una caja decorada con festones y capiteles y realizada en 1785 por Giacomo Caniani y dorada en 1829 por Giovanni Mora. El instrumento actual es un "Benzi e Franceschini" de 1909, restaurado por la Cav. Inzoli. Pacífico en 2006. Se compone de una pedalera con 27 pedales, dos teclados con 57 teclas, 1.577 tubos  Este es el arreglo fónico:
| Pedal       |     |
| Contrabajos | 16' |
| Zumbido     | 16' |
| Bajo        | 8'  |
| Violonchelo | 8'  |

| Gran órgano |            |
| Principal   | 16'        |
| Principal   | 8'         |
| Dulciano    | 8'         |
| Flauta      | 8'         |
| Viola       | 8'         |
| Octavo      | 4'         |
| Duodécimo   | 3 1/2'     |
| X Quinto    | 2'         |
| Relleno     | 7 archivos |

| Órgano expresivo    |            |
| Principal           | 8'         |
| Zumbido             | 8'         |
| Violas de concierto | 8'         |
| Celeste             | 4'         |
| Flauta              | 4'         |
| Octavino            | 4'         |
| Relleno             | 3 archivos |

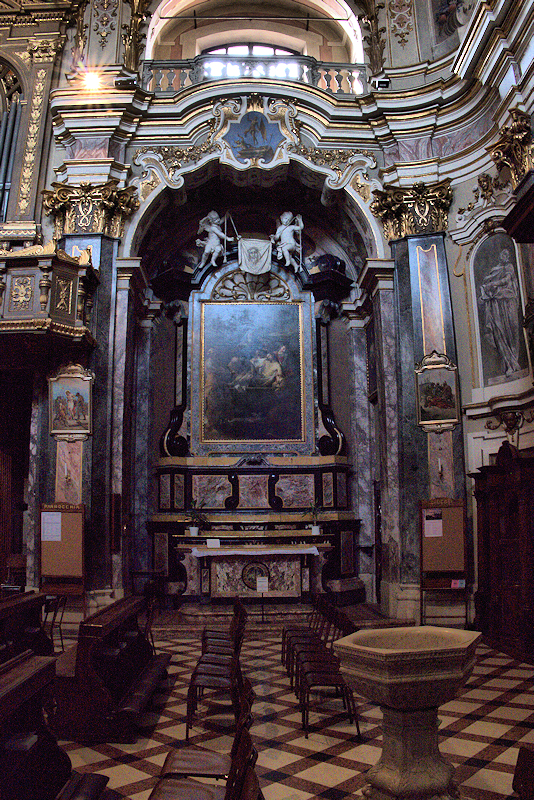
La capilla dedicada al Santo Sepulcro

En el primer tramo a la derecha se encuentra la capilla dedicada al Santo Sepulcro, título cedido en el siglo XVI desde la primitiva iglesia parroquial situada extramuros de la ciudad. De estructura similar a las otras capillas, siempre decorada por los hermanos Galliari, presenta la Resurrección de Cristo en el medallón de entrada y tiene la característica de tener un espacio en la pared derecha que antaño contenía la pila bautismal sobre la que cuelga el lienzo de la Crucifixión, de artista desconocido y fechado en 1733. En la pared opuesta un nicho contiene una estatua dedicada a San José.

El altar, originalmente obra de Ambrogio Pedetti, fue reorganizado por Domenico Catella en 1820]] y, quizás, por Angelo Bacchetta en 1885. Está realizada en mármol gris, negro y blanco, con un redondel con una cruz en el centro. Sobre una alta base de mármol rojo sostiene dos volutas que continúan en dos pilastras de mármol que sostienen una trabeación mixtilínea con concha central; Por último, dos angelitos en mármol de Carrara sostienen [el [Santa Faz|velo de Verónica]]. El retablo reproduce el Descendimiento de Jesús en el Sepulcro, lienzo del artista toscano Pompeo Batoni del siglo XVIII.

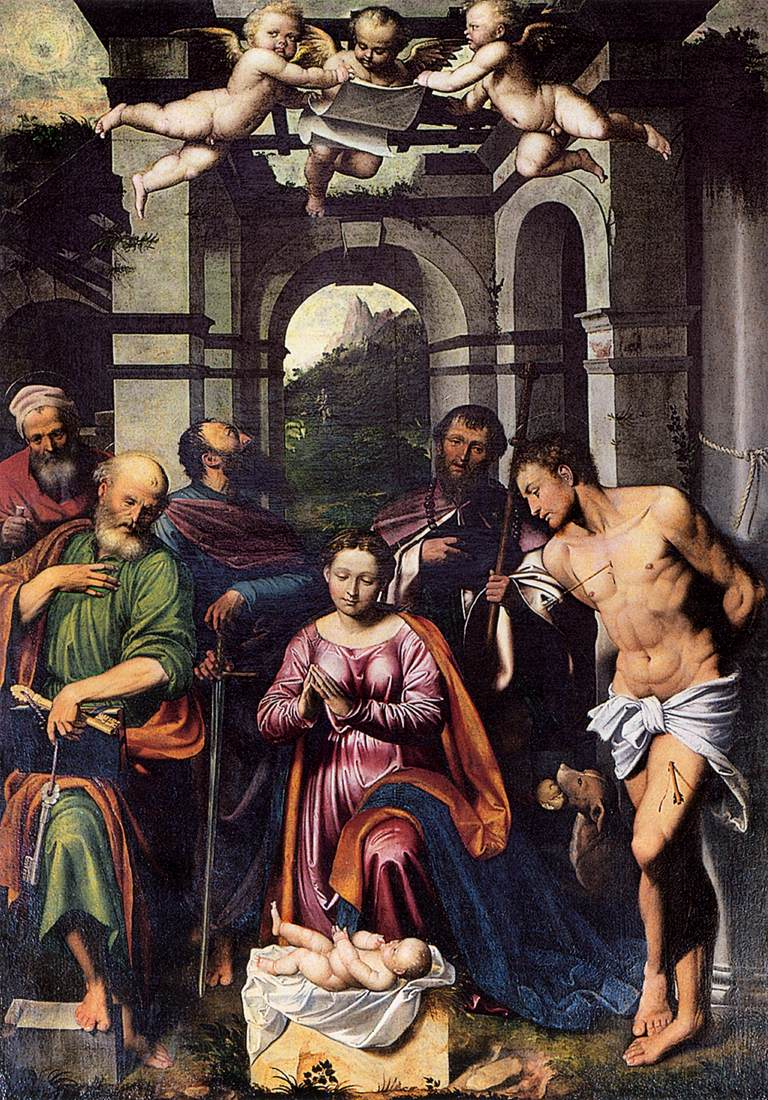
Callisto Piazza, Natividad de Jesús, óleo sobre lienzo, 1538
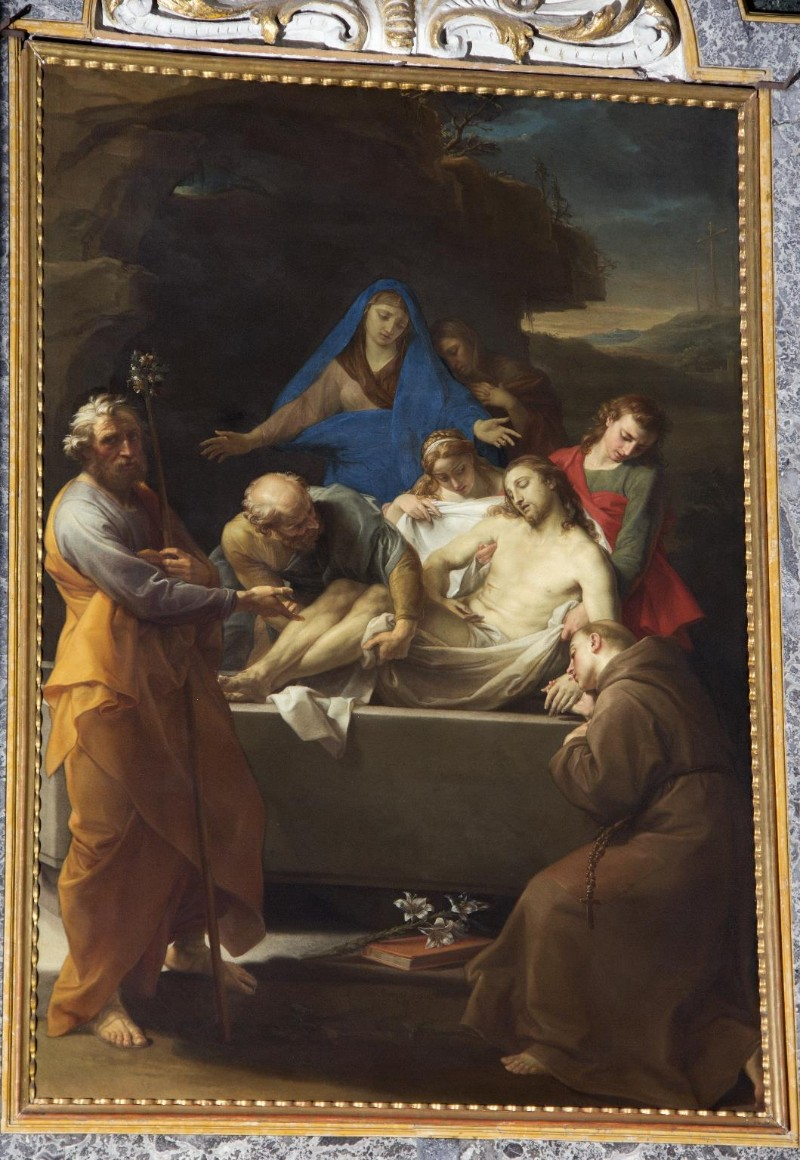
Pompeo Batoni, Jesucristo colocado en el sepulcro, óleo sobre lienzo, 1761

#### Bóveda y contrafachada
La bóveda presenta una decoración de Giuseppe Gru: en los tres tramos encontramos, además de la decoración pictórica, tres grandes paneles de trazado mixtilíneo que representan episodios del Antiguo Testamento : Rebeca en el pozo, la Escalera de Jacob y Moisés salvado de las aguas.

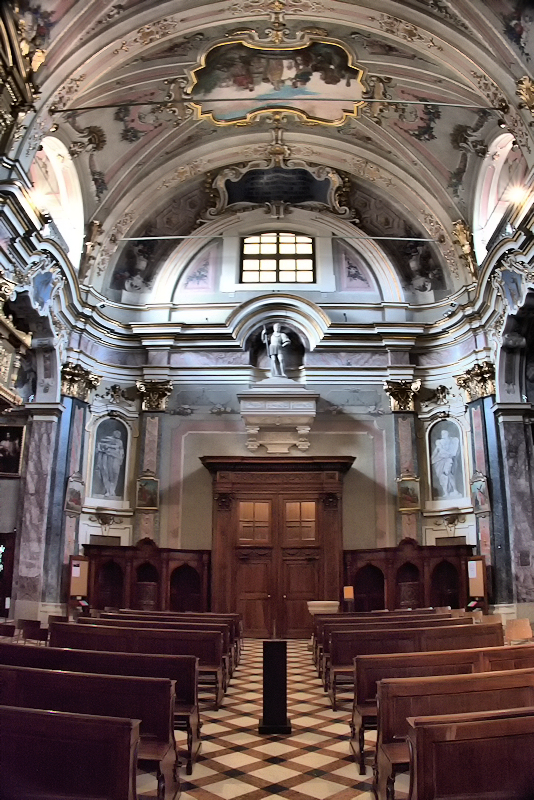
La contrafachada

La contrafachada presenta el vestíbulo de entrada (Antonio Antolini, 1803) flanqueado por confesionarios de madera tallada, obras del siglo XIX de Michele Franceschini. En los laterales de los confesionarios están pintadas dos falsas aberturas con dos nichos que representan a dos profetas en estilo monocromo.
Frente a la entrada, la pila de agua bendita en mármol claro procede de la anterior iglesia donde, quizás, servía como pila bautismal.
Sobre la entrada se sitúa el sarcófago del siglo XVI que contiene los restos mortales de Bartolino da Terni, ya presente en la iglesia anterior; Hay una estatua que representa al líder en pose meditativa, obra del escultor veneciano Lorenzo Bregno como lo indica la firma en la base de la obra :

Lorenzo Bregno faceva

La urna, sostenida por ménsulas, lleva el siguiente epígrafe :

Bartolino da Terni, che per 40 anni

primeggiò nelle truppe venete,

illustre per nobiltà equestre e

per stirpe, qui è posto da coloro

che lo piangono per la sua fede,

il suo valore e il suo amor patrio.

#### Otras obras
En la sacristía hay un retablo dedicado a Adoración de los Magos, obra atribuida a Giovanni Brunelli y recuerdo de un antiguo altar dedicado a los Reyes Magos. Otro lienzo conservado allí representa a San Francisco de Sales y Santa Francisca Chantal, obra del siglo XIX de autor desconocido.
La iglesia también conserva dos bocetos de Gian Giacomo Barbelli: San Antonio de Padua y San Fermo y la Huida a Egipto ; También se atribuye a Barbelli un lienzo que representa la Masacre de los Inocentes, con algunas dudas.
Otras pinturas: La Virgen y San Felice di Cantalice de artistas anónimos del siglo XIX y dos obras del siglo XVII que representan los milagros de San Francesco di Paola.
Por último, se recuerda que en 1764]] el párroco Antonio Gozzoni introdujo el culto a San Gaetano y encargó un lienzo a Gian Domenico Cignaroli, segundo hermano de Giambettino, que representaba al Redentor con Sant'Egidio, San Gaetano y San Francesco di Sales. El lienzo está firmado en el reverso:

El lienzo se encuentra actualmente expuesto en el Museo Cívico de Crema y Cremasco.

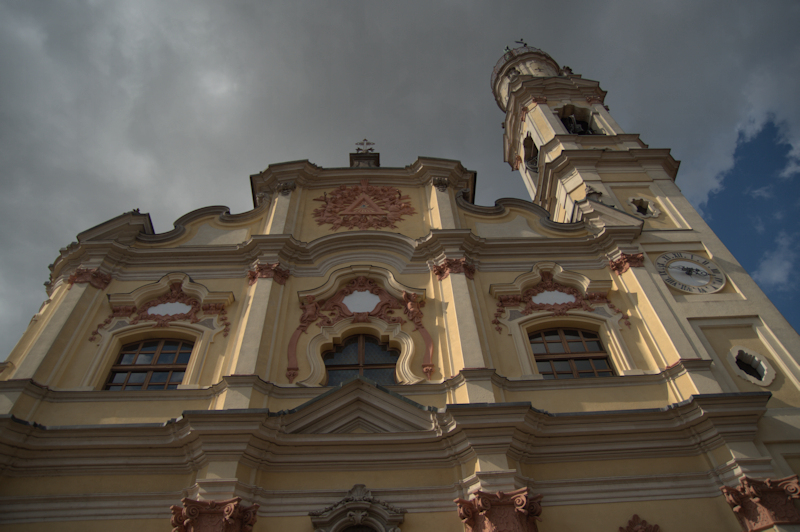
El orden superior de la fachada lateral
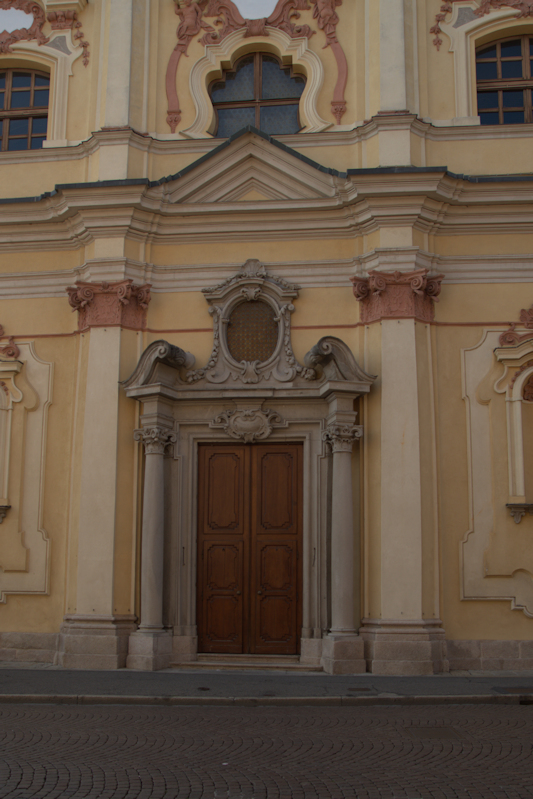
El portal lateral
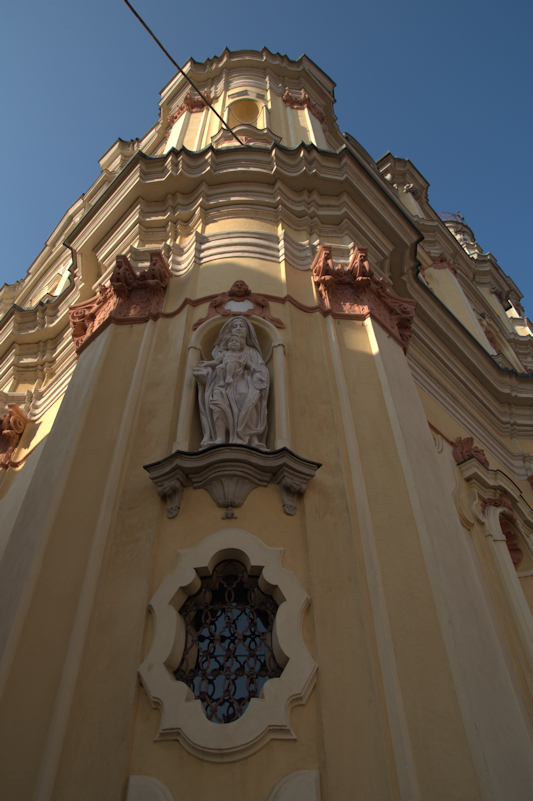
La conexión entre las dos fachadas
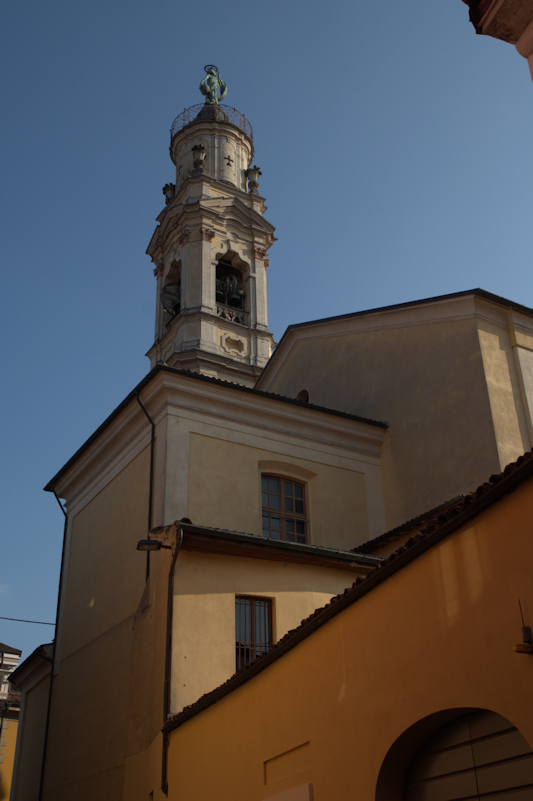
Vista posterior, con el cuerpo que alberga el presbiterio
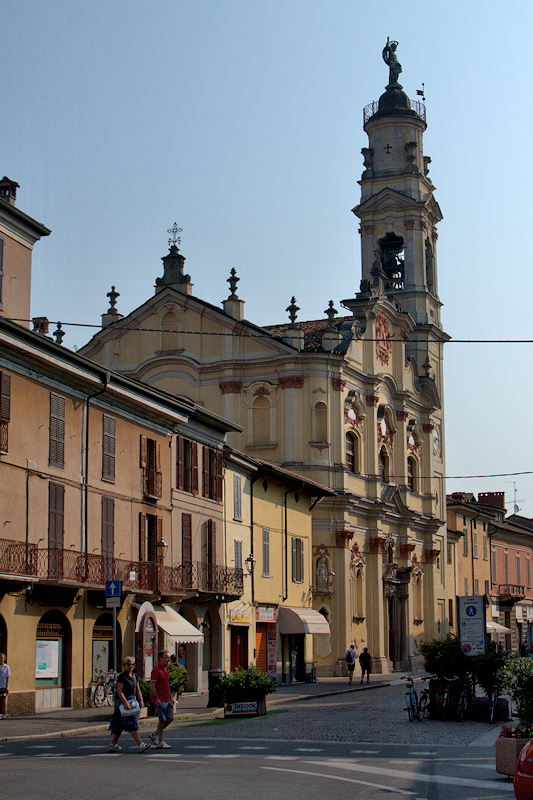
Vista general a lo largo de la Vía XX Settembre
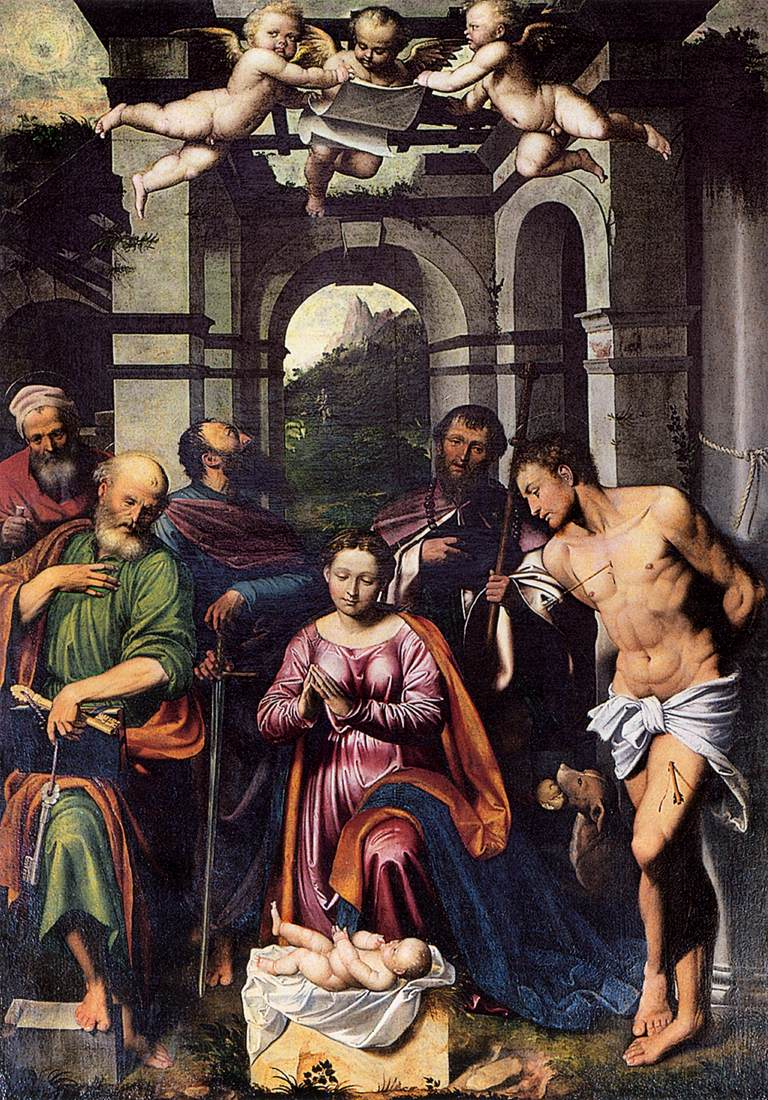
El lienzo de la Natividad de Callisto Piazza
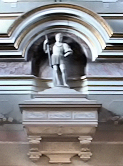
Monumento funerario de Bartolino da Terni